# Monhystera anomalia
Monhystera anomalia är en rundmaskart som beskrevs av Schneider 1937. Monhystera anomalia ingår i släktet Monhystera och familjen Monhysteridae. Inga underarter finns listade i Catalogue of Life.